# リヴァナッツァーノ・テルメ
リヴァナッツァーノ・テルメ（伊: Rivanazzano Terme）は、イタリア共和国ロンバルディア州パヴィーア県にある、人口約5,200人の基礎自治体（コムーネ）。

## 地理

### 位置・広がり

#### 隣接コムーネ
隣接するコムーネは以下の通り。括弧内のALはアレッサンドリア県所属を示す。
- カザルノチェート (AL)
- ゴディアスコ・サリーチェ・テルメ
- ポンテクローネ (AL)
- レトルビド
- ロッカ・スゼッラ
- ヴォゲーラ

### 気候分類・地震分類
気候分類では、zona E, 2685 GGに分類される。
また、イタリアの地震リスク階級 (it) では、zona 3 (sismicità bassa) に分類される
。

## 行政

### 分離集落
リヴァナッツァーノ・テルメには、以下の分離集落（フラツィオーネ）がある。
- Buscofà, Chioda, Nazzano